# Myotis bechsteinii
Pour les articles homonymes, voir Bechstein (homonymie).
Murin de Bechstein
Espèce
Statut de conservation UICN

 NT  : Quasi menacé
Le Murin de Bechstein (Myotis bechsteinii), historiquement appelé Vespertilion de Bechstein,, est une espèce de chauve-souris de la famille des Vespertilionidés. C’est une chauve-souris européenne de taille moyenne aux oreilles très longues et larges. 
Le Murin de Bechstein semble sédentaire mais les femelles changent fréquemment de gîte durant la période estivale. Ses mœurs sont peu connues mais semblent très proches de celles du murin de Natterer. L'espèce est « quasi menacée » en France.

## Étymologie et histoire de la nomenclature
Dans la terminologie zoologique, le nom de genre Myotis vient du grec ancien  μυός  (génitif de μυς mus/mys , « souris »), de ὠτ- (ōt-) , racine de οὖς  (oûs , « oreille ») et du suffixe -is, soit « « oreille de souris ».
L’épithète spécifique bechsteinii renvoie au nom du zoologiste allemand Johann Matthäus Bechstein (1757-1822) qui prôna la protection des chauves-souris au début du XIXe siècle. 
En français, le nom vulgaire Murin dérive du latin mus, muris « souris » avec le suffixe -in* désignant l’appartenance à un groupe.
L’espèce qui fut découverte par le Dr. Leisler de Hanau, fut décrite la première fois en 1818, en Allemagne par le zoologiste Heinrich Kuhl sous le nom latin de Vespertilio de Bechstein (Deut. Flederm. pag.22) et en allemand de Bechstein’s Fledermaus. En 1820, le zoologue français Desmaret traduit naturellement le terme scientifique en français par Vespertilion de Bechstein. L’espèce n’avait pas été observée en France puisqu’il indique que sa « patrie » est l’Allemagne. En 1868, elle est encore considérée comme rare en Allemagne et France. Après la création du genre Myotis par Kaup en 1829, l’espèce fut reclassée dans ce genre sous le nom de Myotis bechsteinii.

## Description

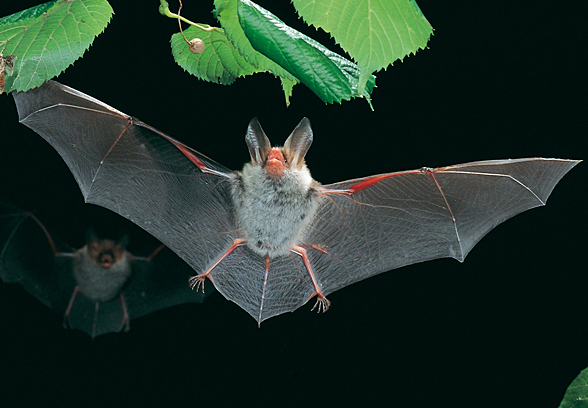
Myotis bechsteinii en vol

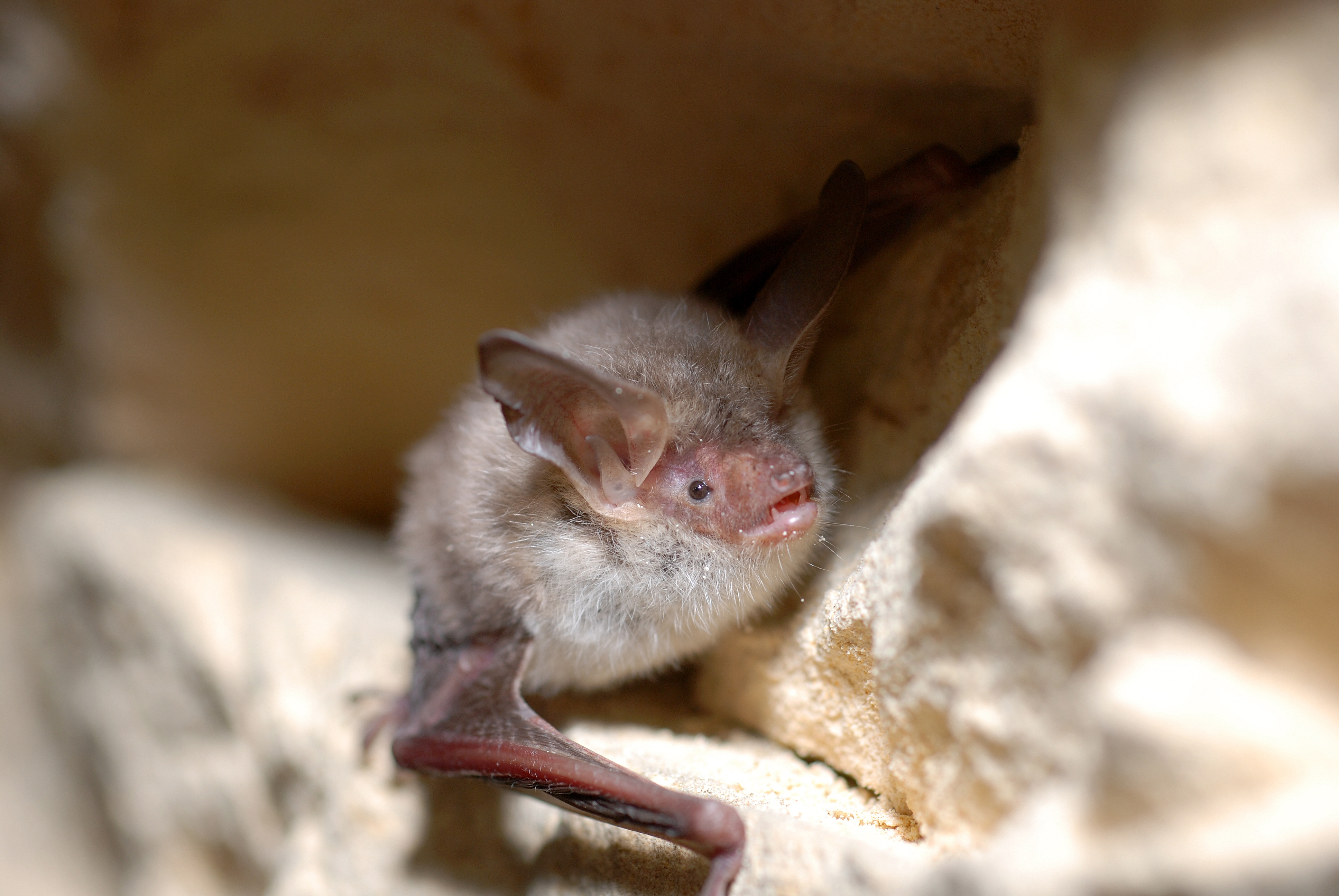
Myotis bechsteinii

Les traits caractéristiques du Murin de Bechstein sont :
- Taille :  4 à 5,5 cm.
- Envergure : 25 à 29 cm.
- Poids :  7 à 12 g.
- Oreilles : très longues : 21-26 mm, bien écartées, avec -9-11 plis transversaux et un long tragus atteignant presque la moitié de l’oreille
- Vol : papillonnant près de la végétation à faible hauteur. vol surplace.
- Longévité :  jusqu'à 22 ans.

Le Murin de Bechstein est une chauve-souris de taille moyenne, aux oreilles remarquablement longues.
Son pelage dorsal est brun à brun-roux, très contrasté avec sa face ventrale, beige clair ou grise.
Le museau est brun rougeâtre, les autres parties de peau sont brun clair.
L’âge maximal avéré est de 21 ans.
C’est une  espèce protégée.

## Reproduction

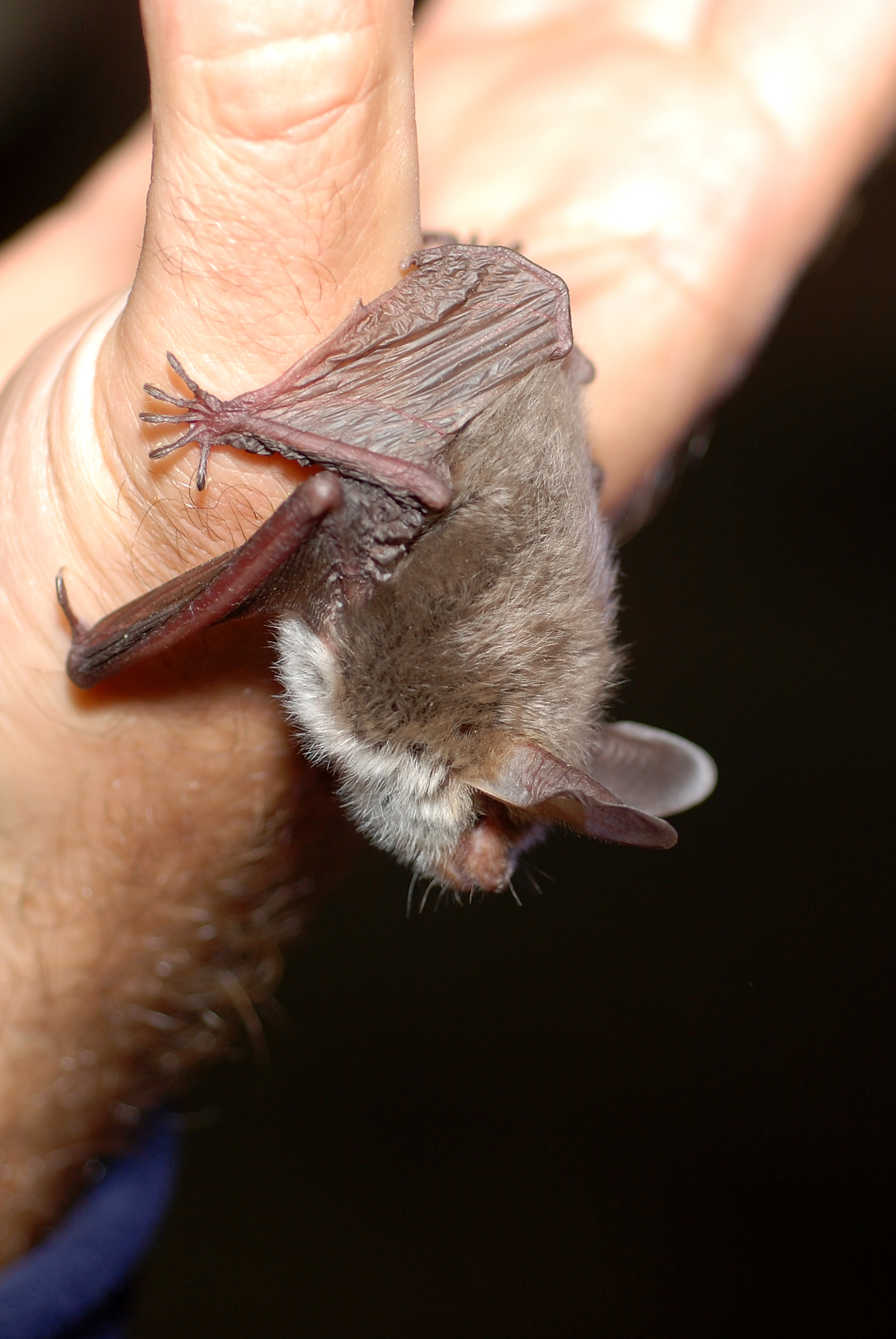
Murin de Bechstein, le corps a environ la longueur d’un pouce

Vers la fin du mois d’août, les murins de Bechstein, comme de nombreuses autres Myotis, se regroupent dans des grottes, pour s’accoupler. La population sur le site d'accouplement venant d’une vaste région présente une grande diversité générique. Les accouplements produisent ainsi un grand flux de gènes entre les différentes maternités sans qu’il y ait un risque de consanguinité. 
Pour l’hibernation, de fin octobre à mars, l’espèce est ubiquiste, elle colonise les sites karstiques, les mines, les carrières souterraines, les caves, les casemates, les fortifications, les aqueducs, les ponts enterrés ou encore les cavités arboricoles. Elle hiberne essentiellement en solitaire dans les cavités, plutôt dans des anfractuosités difficiles d’accès à l’homme, les regroupements sont très rares. La gestation commence à la fin de l’hibernation.
Les femelles se regroupent en avril-mai dans des colonies de maternité pour élever les nouveau-nés alors que les mâles restent solitaires durant presque toute l’année. Pour la mise-bas, fin juin début juillet, elle préfère les gîtes arboricoles, le plus souvent dans des caries ou des trous de Pic.
Les femelles allaitent leurs petits jusqu’à fin août début septembre. Les gîtes de maternité comptent de 10 à 50 femelles, rarement jusqu’à 80. Les membres des maternités se séparent souvent, se retrouvent et se séparent à nouveau. Elles changent en général de gîtes tous les 2 à 3 jours et ce n’est qu’en cas de manque absolu de gîtes que certaines colonies peuvent occuper plusieurs semaines le même nichoir. Au cours de l’été, elles vont visiter jusqu’à 50 gîtes sur une superficie de 40 ha. Les mâles sont eux essentiellement fidèles à leur gîte.
Les groupes de maternité se composent de femelles lactantes rassemblant de proches parentes, grands-mères, mères et filles. Les fréquentes fission et fusion des sous-groupes suggèrent une réaction flexible des murins aux conditions environnementales.
Les jeunes mâles quittent le territoire qui les a vus naître et s’installent dans les environs.
Les sécrétions des glandes faciales du Murin de Bechstein les individualisent et permettent aux membres d’une même colonie et de différentes colonies de se reconnaître.

## Mode de chasse
Le murin de Bechstein chasse très près de la végétation, entre 1 et 5 m de hauteur, dans de vieilles forêts sans sous-bois. Il opère aussi au ras du sol ou dans la couronne des arbres. Particulièrement agile, il peut voler très lentement et même sur place.
Il capture ses proies en vol mais peut aussi glaner ses proies comme blattes, araignées, sur les feuilles ou au sol, en les repérant grâce à ses longues oreilles très sensibles aux moindres bruissements.

## Régime alimentaire
- Alimentation : lépidoptères, diptères, coléoptères.

Son régime alimentaire éclectique se compose surtout d’invertébrés forestiers et de nombreux insectes non volants. Au cours de l’été, la proie principale change selon les disponibilités dans l’habitat de chasse. Il consomme principalement des lépidoptères, coléoptères, diptères (tipules), chrysopes et araignées. Selon la saison ou le lieu, opilions, forficules, chenilles, sauterelles, punaises et carabes font partie du régime, sans parler occasionnellement de blattes, hyménoptères, chilopodes, cigales, trichoptères et pucerons.

## Cris d’écholocation
- Ultrason :  100 à 35 kHz F.M. large bande et abrupte. Portée du cri 3 à 5 m.

Le cri d’écholocation ultrasonore d’une durée de 2,5 à 5 ms est en fréquence modulée abrupte de 100 kHz à 35 kHz.
Le Murin de Natterer, semblable par la taille et le style de vol, émet sur une gamme de fréquences beaucoup plus large.

## Aire de distribution

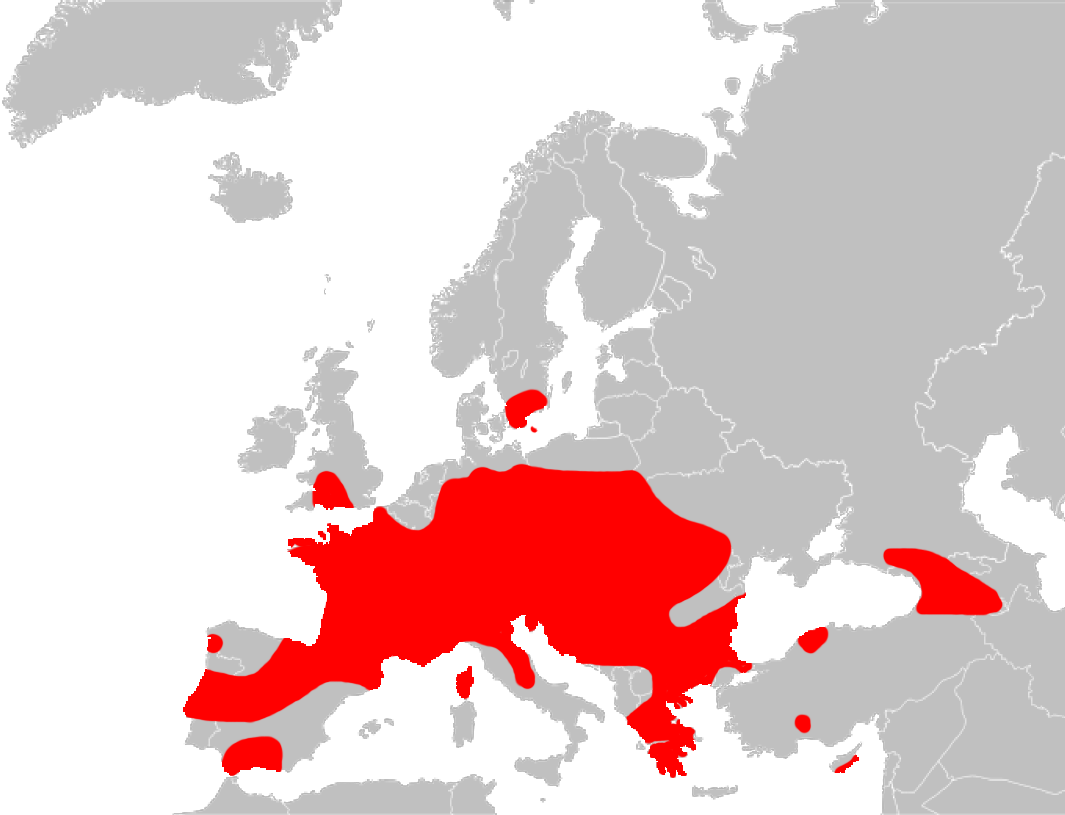
Aire de distribution de Myotis bechsteinii

- Répartition : Union européenne, absent ou localisé au sud.

En Europe, l’espèce se trouve dans la zone tempérée de la hêtraie ou de la chênaie mixte, mature à âgée, formant de grands massifs non fragmentés. Dans le sud de l’Europe, les données sont très rares dans la péninsule ibérique et en Italie.
En France, le Vespertilion de Bechstein est présent en faible abondance dans l’ensemble des régions, avec une rareté plus marquée en zone méditerranéenne.
En dehors de l’Europe, le murin de Bechstein se répartit dans des îlots en Anatolie, dans le nord de l’Iran et dans le Caucase.

## Populations et habitats
- Habitat hivernal :  grottes, mines.
- Habitat estival :  massif forestier,  bois (où les gîtes sont dans de vieux arbres).
- Lieu de chasse : massif forestier,  bois.

Espèce particulièrement sédentaire, les gîtes d’hiver et d’été sont en général  à quelques kilomètres les uns des autres.
Le terrain de chasse des femelles se situe dans un rayon d’un kilomètre autour du gîte de maternité. Les mâles chassent encore plus près de leur gîte que les femelles, parfois à seulement 100 m de leur arbre.
Le terrain de chasse des femelles est bien plus petit dans le vieilles forêts de feuillus très structurées que dans les forêts de résineux où les individus peuvent exploiter jusqu’à 700 ha. Les mêmes terrains de chasse sont visités en toutes saisons et chaque année par les mêmes individus, d’une manière vraiment territoriale.
Le murin de Bechstein est une espèce de basse altitude très fortement liée aux milieux boisés. Il montre une nette préférence pour les massifs anciens de feuillus. Il est parfois présent dans de petits bois, des milieux agricoles extensifs, voire en ville quand il subsiste de vieux arbres.

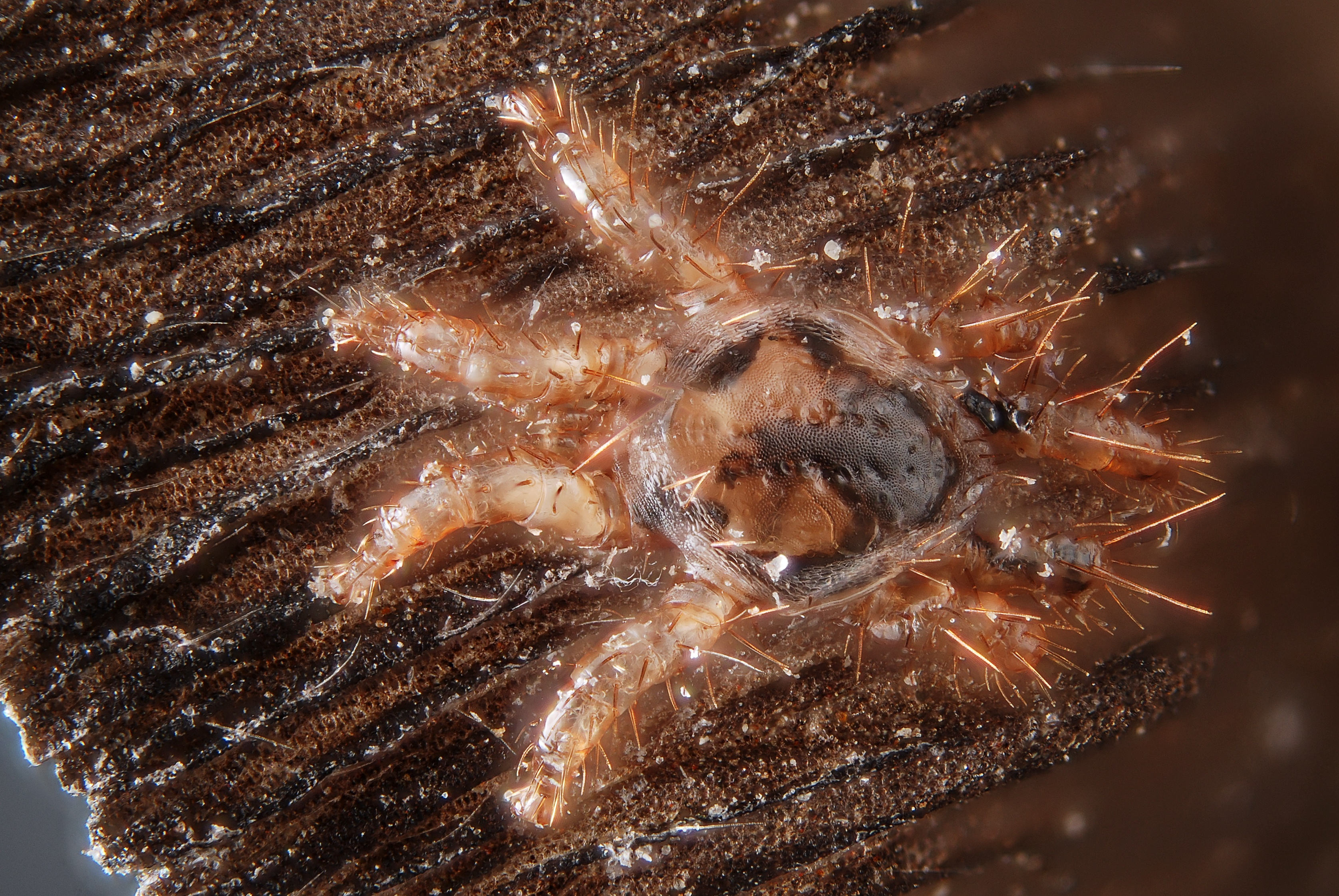
Spinturnix bechsteini, un acarien spinturnicidae, parasite exclusif des membranes alaires du vespertillion de Bechstein.

## Statut de protection
Le Murin de Bechstein est sur les listes rouges UICN 2008 et EU:
- France : quasi menacé

- Allemagne : en danger

C’est une espèce recherchant les habitats stables à long terme, dans de vieilles forêts de feuillus.
Facteurs de mortalité
Les activités humaines sont des vecteurs de mortalité pour le Murin de Bechstein. Pour exemple, les parcs éoliens sur les territoires francais avec peu de reliefs comme la Champagne Ardennes. 